# 于亚尔河畔舍维永
于亚尔河畔舍维永（法語：Chevillon-sur-Huillard，法語發音：[ʃəvijɔ̃ syʁ ɥijaʁ]）是法国卢瓦雷省的一个市镇，位于该省中东部，属于蒙塔日区。

## 地理
于亚尔河畔舍维永（47°57'44"N, 2°37'31"E）面积19.34 平方千米，位于法国中央-卢瓦尔河谷大区卢瓦雷省，该省份为法国中北部省份，北起埃松省，西北接厄尔-卢瓦省，西南接卢瓦-谢尔省，南至涅夫勒省和谢尔省，东临约讷省，东北接塞纳-马恩省。
与于亚尔河畔舍维永接壤的市镇（或旧市镇、城区）包括：圣莫里斯叙费萨尔、隆布勒伊、帕讷、普雷努瓦、蒂莫里、维勒芒德尔、维勒穆捷、维莫里。
于亚尔河畔舍维永的时区为UTC+01:00、UTC+02:00（夏令时）。

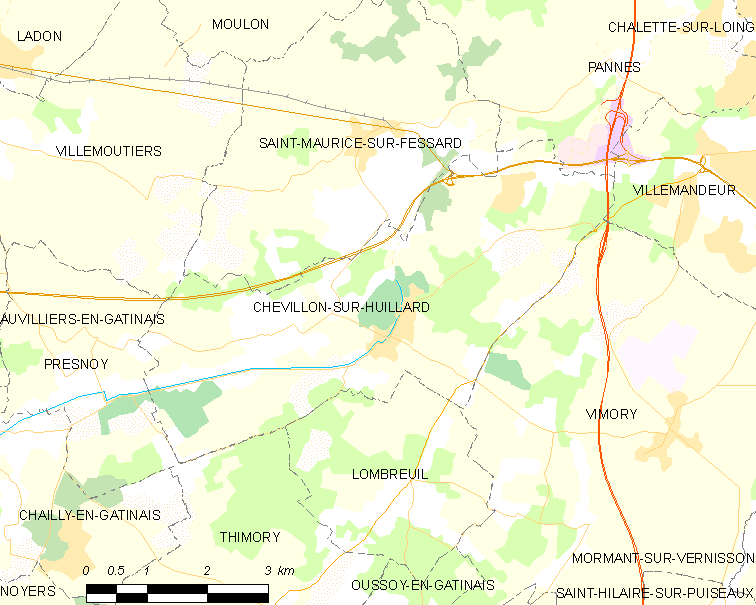
于亚尔河畔舍维永的OSM定位图

## 行政
于亚尔河畔舍维永的邮政编码为45700，INSEE市镇编码为45092。

## 政治
于亚尔河畔舍维永所属的省级选区为蒙塔日县。

## 人口

1962-2008年间于亚尔河畔舍维永人口变化图示

于亚尔河畔舍维永于2022年1月1日时的人口数量为1504人。